# Petri Walli
Petri Walli, född 25 februari 1969 i Helsingfors, död där 28 juni 1995, var en finländsk rockmusiker som 1987 grundade det psykedeliska bandet Kingston Wall. I bandet var han gitarrist, sångare och låtskrivare. 
Walli spelade in tre studioalbum med bandet innan han valde att ta en paus från bandet. Under denna tid reste han bland annat till Goa med den spirituelle personligheten Ior Bock. Inte långt efter att han återvänt till Helsingfors begick han självmord genom att hoppa från balkongen i Tölö kyrka. Orsaken till hans självmord är oklart. Vissa menar att det beror på separationen från hans dåvarande partner, medan andra menar att det hade med hans spiritualitet att göra och att låten "For All Mankind" från bandets sista album kan betraktas som ett självmordsbrev. Walli är begravd på Hietaniemi kyrkogård.